# Jan Branecki
Jan Branecki herbu Radwan (ur. 1601 w Gnieźnie, zm. 1655 w Poznaniu) – polski duchowny rzymskokatolicki, biskup pomocniczy poznański, wikariusz generalny i oficjał poznański, scholastyk warszawski, kanonik gnieźnieńskiej kapituły katedralnej w 1645 roku, sekretarz Władysława IV Wazy, doktor obojga praw.

## Życiorys
Syn Bartłomieja. 25 września 1651 papież Innocenty X prekonizował go biskupem pomocniczym poznańskim oraz biskupem in partibus infidelium enneńskim. Brak informacji, kiedy i od kogo przyjął sakrę biskupią.
W czasie potopu szwedzkiego został rozstrzelany przez Szwedów w katedrze poznańskiej za sprzeciwienie się próbie odprawienia w niej nabożeństwa luterańskiego.